# Capec (equip ciclista)
L'equip Capec (codi UCI: CAP) va ser un equip ciclista professional kazakh, que competí de 2004 a 2007. Va tenir categoria continental.

## Principals resultats
- Volta a Grècia: Assan Bazàiev (2004)
- Volta a la Xina: Andrei Mizúrov (2005)
- Volta a la Independència Nacional: Andrei Mizúrov (2005)
- Volta a Egipte: Ilya Chernyshov (2006)

### A les grans voltes
- Giro d'Itàlia
  - 0 participacions

- Tour de França
  - 0 participacions

- Volta a Espanya
  - 0 participacions

## Classificacions UCI
Fins al 1998 els equips ciclistes es trobaven classificats dins l'UCI en una única categoria. El 1999 la classificació UCI per equips es dividí entre GSI, GSII i GSIII. D'acord amb aquesta classificació els Grups Esportius I són la primera categoria dels equips ciclistes professionals. La següent classificació estableix la posició de l'equip en finalitzar la temporada.
| Temporada | Classificació per equips | Millor ciclista en la classificació individual |
| --------- | ------------------------ | ---------------------------------------------- |
| 2004      | 32è (GSII)               | Kairat Baigudinov (663è)                       |

L'equip participa en les proves dels circuits continentals i principalment en les curses del calendari de l'UCI Europa Tour.
UCI Àfrica Tour
| Temporada | Classificació per equips | Millor ciclista en la classificació individual |
| --------- | ------------------------ | ---------------------------------------------- |
| 2006      | 1r                       | Ilya Chernyshov (12è)                          |

UCI Amèrica Tour
| Temporada | Classificació per equips | Millor ciclista en la classificació individual |
| --------- | ------------------------ | ---------------------------------------------- |
| 2005      | 27è                      | Assan Bazàiev (366è)                           |

UCI Àsia Tour
| Temporada | Classificació per equips | Millor ciclista en la classificació individual |
| --------- | ------------------------ | ---------------------------------------------- |
| 2005      | 2n                       | Andrei Mizúrov (1r)                            |
| 2006      | 6è                       | Dmitri Grúzdev (35è)                           |

UCI Europa Tour
| Temporada | Classificació per equips | Millor ciclista en la classificació individual |
| --------- | ------------------------ | ---------------------------------------------- |
| 2005      | 53è                      | Assan Bazàiev (166è)                           |
| 2006      | 91è                      | Andrei Mizúrov (258è)                          |